# 114725 Gordonwalker
114725 Gordonwalker è un asteroide della fascia principale. Scoperto nel 2003, presenta un'orbita caratterizzata da un semiasse maggiore pari a 3,1679360 UA e da un'eccentricità di 0,0685749, inclinata di 22,62731° rispetto all'eclittica.